# Noah Havard
Noah Havard (* 11. Oktober 2000 in Randwick) ist ein australischer Kanute.

## Karriere
Noah Havard bildete ab 2023 mit Riley Fitzsimmons, Jackson Collins und Pierre van der Westhuyzen eine Mannschaft im Vierer-Kajak und gewann sogleich mit ihnen beim Weltcup in Posen die Silbermedaille auf der 500-Meter-Strecke. Einen weiteren Medaillengewinn verpassten sie als Vierte der Weltmeisterschaften 2023 in Duisburg nur knapp, sicherten mit dem Resultat aber einen Quotenplatz für die Olympischen Spiele in Paris. Bei den Spielen selbst trat der australische Vierer-Kajak in unveränderter Besetzung auf der 500-Meter-Distanz an. Nach Rang drei im Vorlauf und Siegen im Viertel- und Halbfinale erreichten die Australier den Finallauf, den sie in 1:19,84 min knapp im Fotofinish hinter Deutschland, dessen Kajak nach 1:19,80 min die Ziellinie überquerte, und vor den mit 1:20,05 min drittplatzierten Spaniern auf Rang zwei beendeten. Damit erhielten Havard, Fitzsimmons, Collins und Van der Westhuyzen die Silbermedaille.
Er hat einen Bachelorabschluss von der Universität Sydney in Projektmanagement.